# Courtenay Becker-Dey
Courtenay Becker-Dey (ur. 27 kwietnia 1965) – amerykańska żeglarka sportowa. Brązowa medalistka olimpijska z Atlanty.
Zawody w 1996 były jej pierwszymi igrzyskami olimpijskimi. Zajęła trzecie miejsce w klasie Europa. Brała udział w igrzyskach w 2000. Na mistrzostwach świata była druga w Europie w 1989.